# Halowe Mistrzostwa Polski Seniorów w Lekkoatletyce 2023
67. Halowe Mistrzostwa Polski Seniorów w Lekkoatletyce – zawody lekkoatletyczne, które odbyły się 18 i 19 lutego 2023 w Arenie Toruń.

## Rezultaty

### Mężczyźni
| Konkurencja               | 1. miejsce                                                                                | Rezultat     | 2. miejsce                                                                     | Rezultat     | 3. miejsce                                                           | Rezultat    |
| Bieg na 60 m              | Dominik Kopeć KS Agros Zamość                                                             | 6,58         | Adam Łukomski AZS AWF Wrocław                                                  | 6,64 PB      | Przemysław Słowikowski MKL Szczecin                                  | 6,68 =SB    |
| Bieg na 200 m             | Albert Komański CWKS Resovia Rzeszów                                                      | 20,56 CR PB  | Łukasz Żok ALKS AJP Gorzów Wlkp.                                               | 20,74 SB     | Patryk Wykrota KS Stal LA Ostrów Wlkp.                               | 20,96       |
| Bieg na 400 m             | Kajetan Duszyński AZS Łódź                                                                | 46,24 PB     | Igor Bogaczyński MKL Jarocin                                                   | 46,89 PB     | Karol Zalewski AZS UWM Olsztyn                                       | 47,04 SB    |
| Bieg na 800 m             | Mateusz Borkowski AZS AWF Warszawa                                                        | 1:48,51      | Patryk Dobek MKL Szczecin                                                      | 1:49,70 SB   | Patryk Sieradzki CWZS Zawisza Bydgoszcz SL                           | 1:49,88     |
| Bieg na 1500 m            | Michał Rozmys AZS UMCS Lublin                                                             | 3:47,00      | Filip Ostrowski RKS Łódź                                                       | 3:48,12      | Filip Rak AZS KU Politechniki Opolskiej                              | 3:48,93     |
| Bieg na 3000 m            | Michał Rozmys AZS UMCS Lublin                                                             | 7:54,93      | Filip Rak AZS KU Politechniki Opolskiej                                        | 7:59,65      | Michał Groberski UKS Barnim Goleniów                                 | 8:02,13     |
| Bieg na 60 m przez płotki | Jakub Szymański SKLA Sopot                                                                | 7,53 PB      | Damian Czykier KS Podlasie Białystok                                           | 7,63 SB      | Krzysztof Kiljan AZS-AWF Warszawa                                    | 7,64        |
| Sztafeta 4 × 200 metrów   | KS Stal LA Ostrów Wlkp. Patryk Wykrota Tomasz Jankowski Cyprian Adamcio Marcin Karolewski | 1:26,92      | AZS-AWF Katowice Przemysław Kozłowski Paweł Dzida Wiktor Cygan Bartosz Taradaj | 1:27,24      | RKS Łódź Mateusz Rzeźniczak Maciej Jończyk Jakub Kozioł Piotr Pęczek | 1:27,63     |
| Chód na 5000 m            | Łukasz Niedziałek RK Athletics Warszawa                                                   | 20:27,64 SB  | Maher Ben Hlima RKS Łódź                                                       | 20:33,44 PB  | Jakub Jelonek CKS Budowlani Częstochowa                              | 20:59,65 SB |
| Skok wzwyż                | Norbert Kobielski MKS Inowrocław                                                          | 2,22         | Mateusz Kołodziejski CWZS Zawisza Bydgoszcz SL                                 | 2,19         | Jakub Nielub AML Słupsk                                              | 2,12        |
| Skok o tyczce             | Piotr Lisek OSOT Szczecin                                                                 | 5,62         | Paweł Wojciechowski CWZS Zawisza Bydgoszcz SL                                  | 5,52 =SB     | Michał Gawenda KS Warszawianka                                       | 5,42 NU20R  |
| Skok w dal                | Adrian Brzeziński MKL Toruń                                                               | 7,57 PB      | Andrzej Kuch AZS UMCS Lublin                                                   | 7,53 SB      | Mateusz Jopek AZS AWF Wrocław                                        | 7,52        |
| Trójskok                  | Adrian Świderski WKS Śląsk Wrocław                                                        | 15,88        | Jakub Bracki MKS Aleksandrów Łódzki                                            | 15,69 PB     | Wojciech Galik WKS Wawel Kraków                                      | 15,34 PB    |
| Pchnięcie kulą            | Konrad Bukowiecki AZS UWM Olsztyn                                                         | 21,55 CR SB  | Michał Haratyk KS Sprint Bielsko-Biała                                         | 21,09 SB     | Szymon Mazur MKS-MOS Płomień Sosnowiec                               | 18,89       |
| Siedmiobój                | Rafał Horbowicz KS Warszawianka                                                           | 5820 pkt. PB | Paweł Wiesiołek KS Warszawianka                                                | 5735 pkt. SB | Jacek Chochorowski AZS KU Politechniki Opolskiej                     | 5451 pkt.   |

### Kobiety
| Konkurencja               | 1. miejsce                                                                            | Rezultat     | 2. miejsce                                                              | Rezultat     | 3. miejsce                                                                   | Rezultat     |
| Bieg na 60 m              | Ewa Swoboda AZS AWF Katowice                                                          | 7,10         | Kryscina Cimanouska AZS AWF Warszawa                                    | 7,25         | Martyna Kotwiła RLTL Optima Radom                                            | 7,28 PB      |
| Bieg na 200 m             | Martyna Kotwiła RLTL Optima Radom                                                     | 23,37        | Magdalena Niemczyk UKS Tiki-Taka Kolbuszowa                             | 23,50        | Marika Popowicz-Drapała CWZS Zawisza Bydgoszcz SL                            | 23,54 =PB    |
| Bieg na 400 m             | Natalia Kaczmarek KS Podlasie Białystok                                               | 50,83 NR     | Anna Kiełbasińska SKLA Sopot                                            | 51,33 SB     | Justyna Święty-Ersetic AZS-AWF Katowice                                      | 51,91 SB     |
| Bieg na 800 m             | Margarita Koczanowa AZS AWF Kraków                                                    | 2:02,38      | Angelika Sarna AZS AWF Warszawa                                         | 2:03,67      | Agnieszka Dybka CWKS Resovia Rzeszów                                         | 2:08,47 =PB  |
| Bieg na 1500 m            | Martyna Galant OŚ AZS Poznań                                                          | 4:15,31      | Sofia Ennaoui AZS UMCS Lublin                                           | 4:15,52 SB   | Weronika Lizakowska KUKS Remus Kościerzyna                                   | 4:16,50      |
| Bieg na 3000 m            | Martyna Galant OŚ AZS Poznań                                                          | 8:53,76      | Weronika Lizakowska KUKS Remus Kościerzyna                              | 9:02,70 PB   | Alicja Konieczek OŚ AZS Poznań                                               | 9:05,97      |
| Bieg na 60 m przez płotki | Weronika Nagięć AZS AWF Kraków                                                        | 8,10         | Marika Majewska AZS-AWF Gorzów Wlkp.                                    | 8,20 SB      | Karolina Kołeczek GKS Olimpia Grudziądz                                      | 8,25         |
| Sztafeta 4 × 200 metrów   | AZS AWF Kraków Julia Ziembicka Karolina Gajewska Martyna Trocholepsza Weronika Nagięć | 1:37,59      | WLKS Wrocław Zofia Kozłowska Oliwia Kasprzak Lena Pajęcka Paulina Kubis | 1:40,52      | MKL Toruń Zuzanna Borzewska Zuzanna Hulisz Maria Jarosińska Anna Matuszewicz | 1:40,68      |
| Chód na 3000 m            | Katarzyna Zdziebło LKS Stal Mielec                                                    | 12:47,20 SB  | Olga Chojecka WLKS Nowe Iganie                                          | 12:55,22 SB  | Agnieszka Ellward WKS Flota Gdynia                                           | 13:03,23 SB  |
| Skok wzwyż                | Wiktoria Miąso CWKS Resovia Rzeszów                                                   | 1,86 SB      | Aneta Rydz RLTL Optima Radom                                            | 1,82 =PB     | Alicja Wysocka CWKS Resovia Rzeszów                                          | 1,78 PB      |
| Skok o tyczce             | Agnieszka Kaszuba KL Gdynia                                                           | 4,25         | Emilia Kusy SKLA Sopot                                                  | 4,20 PB      | Maja Chamot KS Sprint Bielsko-Biała                                          | 4,00 SB      |
| Skok w dal                | Nikola Horowska ALKS AJP Gorzów Wlkp.                                                 | 6,45 PB      | Magdalena Bokun AZS-AWF Katowice                                        | 6,43 PB      | Adrianna Laskowska OŚ AZS Poznań                                             | 6,26 PB      |
| Trójskok                  | Adrianna Laskowska OŚ AZS Poznań                                                      | 13,76 PB     | Karolina Młodawska KKL Kielce                                           | 13,17        | Aleksandra Nowakowska RKS Łódź                                               | 13,14 PB     |
| Pchnięcie kulą            | Klaudia Kardasz KS Podlasie Białystok                                                 | 17,08        | Zuzanna Maślana MLKL Płock                                              | 16,86 NU20R  | Alicja Gajewska AZS-AWFiS Gdańsk                                             | 15,07 PB     |
| Pięciobój                 | Adrianna Sułek KS Brda Bydgoszcz                                                      | 4860 pkt. NR | Julia Słocka AZS AWF Warszawa                                           | 4281 pkt. PB | Edyta Bielska SKLA Sopot                                                     | 4236 pkt. PB |

### Drużyna mieszana
| Konkurencja                      | 1. miejsce                                                                          | Rezultat | 2. miejsce                                                                                        | Rezultat | 3. miejsce                                                                      | Rezultat |
| Sztafeta mieszana 4 × 400 metrów | AZS UMCS Lublin Cezary Mirosław Wiktoria Drozd Mikołaj Kotyra Alicja Wrona-Kutrzepa | 3:25,50  | KS Podlasie Białystok Maksymilian Klepacki Marlena Granaszewska Paweł Miezianko Natalia Kaczmarek | 3:25,74  | AZS-AWF Kraków Tomasz Lampart Katarzyna Martyna Piotr Kidoń Aleksandra Gaworska | 3:26,12  |